# Трансильванские саксы
Трансильванские саксы — этнические немцы, составлявшие основное население исторической области Бурценланд в Трансильвании (современная Румыния). За всеми немецкими колонистами в Румынии закрепилось название «саксы», хотя большинство выехало не из Саксонии, а из долины Мозеля.
Немецкая колонизация Трансильвании развернулась в середине XII века с соизволения венгерского короля Гезы II, который рассчитывал за счёт привлечения немецких рудокопов развить местную горную промышленность. Кроме того, немецкие поселения вокруг Германштадта (совр. Сибиу) должны были послужить буфером в случае нападения на Венгерское королевство кочевых орд с востока.
Для оказания отпора половцам они перекрыли карпатские перевалы крепостями и замками, такими, как Кронштадт (совр. Брашов). Самостоятельность рыцарей встревожила Андраша II, который в 1225 году настоял на их переселении в Пруссию (см. историю Тевтонского ордена).
В 1438 году вместе с мадьярами и секеями саксы составили союз трёх наций, державший в своих руках управление Трансильванией до конца XVIII века.
Немецкие переселенцы окрестили Трансильванию Семиградьем (нем. Siebenbürgen) по семи построенным ими в этих краях замкам. Многие из крепостных построек средневековых саксов существуют поныне, а город Шессбург (Сигишоара) как центр их культуры и деревни с укреплёнными церквями в Трансильвании находятся под охраной ЮНЕСКО в качестве памятника Всемирного наследия. В XVI веке среди трансильванских немцев распространилось лютеранство.
После перехода контроля над Трансильванией к венским Габсбургам (восстание Ференца II Ракоци), социально-политическое положение саксов стало ухудшаться. Ползучая мадьяризация и окатоличивание общественной жизни заставляли немецко-лютеранское меньшинство искать союза с румынским крестьянством.
После Второй мировой войны значительная часть румынских немцев эмигрировала в ФРГ.
Шестым президентом Румынии с 21 декабря 2014 года является трансильванский сакс Клаус Йоханнис.

## Немецкое Семиградье
| # | Лютеранский храм | Немецкое название               | Румынское название             | Венгерское название          |
| - | ---------------- | ------------------------------- | ------------------------------ | ---------------------------- |
| 1 |                  | Бистриц (нем. Bistritz)         | Бистрица (рум. Bistriţa)       | Бестерце (венг. Beszterce)   |
| 2 |                  | Германштадт (нем. Hermannstadt) | Сибиу (рум. Sibiu)             | Надьсебен (венг. Nagyszeben) |
| 3 |                  | Клаузенбург (нем. Klausenburg)  | Клуж-Напока (рум. Cluj-Napoca) | Коложвар (венг. Kolozsvár)   |
| 4 |                  | Кронштадт (нем. Kronstadt)      | Брашов (рум. Brașov)           | Брашшо (венг. Brassó)        |
| 5 |                  | Медиаш (нем. Mediasch)          | Медиаш (рум. Mediaș)           | Медьеш (венг. Medgyes)       |
| 6 |                  | Мюльбах (нем. Mühlbach)         | Себеш (рум. Sebeș)             | Сажжебеш (венг. Szászsebes)  |
| 7 |                  | Шессбург (нем. Schäßburg)       | Сигишоара (рум. Sighişoara)    | Шегешвар (венг. Segesvár)    |